# Abuta barbata
Abuta barbata är en tvåhjärtbladig växtart som beskrevs av John Miers. Abuta barbata ingår i släktet Abuta och familjen Menispermaceae. Inga underarter finns listade i Catalogue of Life.